# Joseph Maas
Joseph Maas (Dartford, 30 gennaio 1847 – Londra, 16 gennaio 1886) è stato un tenore inglese.

## Biografia
Divenne corista della Cattedrale di Rochester. In un primo tempo studiò con J.C. Hopkins e col soprano inglese Louisa Bodda-Pyne (1832-1904). Nel 1869 andò a studiare a Milano. Lavorò soprattutto nei paesi anglosassoni: Gran Bretagna e Stati Uniti. Esordì nel febbraio 1871 sostituendo il tenore Sims Reeves in un concerto a Londra. Debuttò poi negli Stati Uniti nel 1873 con la Kellog English Company. Nel 1878 divenne il principale tenore della Carl Rosa Opera Company. Si esibì nei principali teatri. Interpretò la parte di Des Grieux nella prima rappresentazione inglese della Manon di Massenet al Drury Lane. Si esibì spesso in concerti interpretando spesso arie del XVI e XVII secolo.